# Otto Julius Bierbaum
Otto Julius Bierbaum, conosciuto anche con gli pseudonimi Martin Möbius e Simplicissimus (Zielona Góra, 28 giugno 1865 – Dresda, 1º febbraio 1910), è stato un giornalista, scrittore, poeta e librettista tedesco.
Animatore e direttore di alcuni periodici letterari di Berlino, si occupò di teatro, ma prevalentemente fu poeta lirico e novelliere. Fra le sue opere: Labirinto d'amore (1901) e Il principe Cucù (1907).
Due suoi lavori furono ridotti per il cinema.
Morì a Dresda il 1º febbraio 1910 all'età di 44 anni.

## Filmografia
- Der lustige Ehemann, regia di Léo Lasko (1919)
- Prinz Kuckuck - Die Höllenfahrt eines Wollüstlings, regia di Paul Leni (1919)